# Stefan Tomaszewski (prawnik)
Stefan Henryk Tomaszewski, pseudonim Tomasz (ur. 8 września 1864 w Nowym Korczynie, zm. 23 lutego 1924) – polski adwokat, sędzia, szlachcic, działacz Stronnictwa Narodowo-Demokratycznego, społecznik i Prezes Sądu Okręgowego w Kielcach.

## Życiorys
Urodził się 8 września 1864 roku w Nowym Korczynie (w ówczesnym powiecie stopnickim guberni radomskiej) jako jedno z czterech dzieci Alojzego, aptekarza w Nowym Korczynie i Seweryny z Boreckich. Jego siostrami były: Maria z męża Sanecka i Władysława, miał również młodszego brata Adama. 
W 1884 zdał maturę w Gimnazjum Męskim w Kielcach, a w 1888 ukończył prawo na Cesarskim Uniwersytecie Warszawskim, ze stopniem rzeczywistego studenta. Ze względu na brak końcowej pracy dyplomowej nie uzyskał stopnia naukowego, natomiast znamienne są oceny widniejące na wyciągu z dyplomu, wskazujące na patriotyczną postawę: z przedmiotów prawniczych uzyskał bowiem oceny bardzo dobre i dobre, natomiast z historii Rosji oraz jej ustroju państwowego i sądowego zaledwie ocenę dostateczną. Już w trakcie studiów prowadził działalność społeczną jako działacz Koła Kielczan.
Po 1888 wraz z ojcem prowadził dzierżawiony przez ostatniego majątek Jaksice w powiecie pińczowskim guberni kieleckiej. Latem 1890 roku w czasie terenowych amatorskich badań etnograficznych odwiedził go tam przyjaciel z czasów gimnazjalnych Zygmunt Wasilewski, z zawodu także prawnik, a z zamiłowania etnograf, prowadzący wówczas badania terenowe. Wasilewski jako działacz ruchu narodowego wpłynał zapewne na późniejsze poglądy politycze Stefana Tomaszewskiego.
W 1895 roku Tomaszewski zrezygnował z pracy w majątku i przeniósł się do Kielc. 24 sierpnia 1895 roku podjął pracę w Sądzie Okręgowym w Kielcach, pnąc się przez kolejne szczeble hierarchii służbowej od kandydata na podsekretarza, poprzez podsekretarza i sekretarza sądu. 15 września 1900 został zaliczony w poczet adwokatury przysięgłej. Swoją kancelarię adwokacką otworzył najprawdopodobniej w 1901 roku i prowadził ją nieprzerwanie do 1 września 1917 roku.
Po przybyciu do Kielc wstąpił do Stronnictwa Narodowo-Demokratycznego. Z ramienia endecji, jako działacz Towarzystwa Oświaty Narodowej, wspólnie z Eugeniuszem Nawroczyńskim i innymi adwokatami organizował nielegalne spotkania nauczycieli ludowych powiatu kieleckiego, których celem było przygotowanie ich do działań na rzecz polonizacji szkolnictwa elementarnego. 
Wchodził także m.in. w skład zarządu powstałego w listopadzie 1898 roku Towarzystwa Kredytowego miasta Kielc. Działał również w Kieleckim Towarzystwie Ochotniczej Straży Ogniowej i wspierał go finansowo, mimo że nie należał do ludzi zamożnych.
Tomaszewski był aktywnym członkiem Rady Opiekuńczej Kieleckiej Męskiej Szkoły Handlowej, powołanej w 1903 roku, w której przez wiele lat pełnił funkcję skarbnika, nie szczędząc własnych środków na wsparcie i tej szkoły. Szczególną rolę odegrał jednak w czasie walki o jej spolszczenie. Młodzież Męskiej Szkoły Handlowej nie przystąpiła co prawda do rozpoczętego 3 lutego 1905 roku strajku szkolnego szkół rządowych w Kielcach, lecz także i tu wysunięto pod adresem władz rosyjskich postulat polonizacji tej placówki oświatowej.
Dnia 8 maja 1905 roku odbyło się w szkole handlowej zebranie rodziców, w czasie którego zwrócili się oni do dyrektora Jerzego Skrobańskiego (Rosjanina) w sprawie ustanowienia języka polskiego językiem wykładowym, grożąc w przeciwnym wypadku wybuchem strajku również i w tej szkole. Ponieważ dyrektor szkoły odmówił przyjęcia podpisanego przez rodziców pisma w tej sprawie, obecny na zebraniu Tomaszewski jako członek Rady Opiekuńczej Szkoły zwrócił się do dyrektora ze słowami: „Jeśli wy nie chcecie przyjąć go, to przyjmę ja i przekażę pod obrady Rady Pedagogicznej". Rada ta następnie postanowiła przedstawioną przez rodziców petycję przekazać Ministerstwu Finansów, któremu podlegały wówczas szkoły handlowe. W efekcie dalszych działań szkoła ta, jak i pozostałe szkoły handlowe w Królestwie Polskim, została spolszczona.
Tomaszewski był również aktywnym działaczem powstałego 5 lipca 1906 roku kieleckiego oddziału Polskiej Macierzy Szkolnej, największej wówczas w Królestwie Polskim społecznej organizacji oświatowej. Po rezygnacji Bolesława Markowskiego, a następnie Mariana Grzegorzewskiego, został przewodniczącym jej kieleckiego koła, liczącego 826 członków. Był także członkiem komitetu nadzorczego w powstałym w maju 1910 roku Kieleckim Towarzystwie Opieki Szkolnej, wspierał również finansowo powstałą w 1907 roku Kielecką Żeńską Szkołę Handlową. Współdziałał także na rzecz utworzenia w Kielcach w 1913 roku pięciu nowych szkół początkowych i zakupienia na Barwinku placu pod budowę jednej z nich. Wspierał także zakończoną niepowodzeniem inicjatywę powołania w mieście czteroklasowej szkoły rzemieślniczej z sześcioma oddziałami.  
Stefan Tomaszewski był także członkiem założycielem i działaczem powstałego w Kielcach w 1906 roku „Gniazda Sokołów”, znanego pod oficjalną nazwą Towarzystwa Gimnastycznego
Sokół. Oficjalnym celem tej organizacji było doskonalenie sprawności fizycznej, szczególnie młodzieży, natomiast w rzeczywistości miała ona na celu wychowanie młodzieży w duchu narodowym, znajdując się  pod wpływem Stronnictwa Narodowo-Demokratycznego.
W czasie wyborów do I Dumy Państwowej był członkiem Komisji Wyborczej, która sprawowała opiekę nad prawidłowym przebiegiem prawyborów w kieleckiej kurii miejskiej, obejmującej swym zasięgiem Kielce i Chęciny. Uczestniczył on także w licznych zebraniach przedwyborczych organizowanych w Kielcach przez endecję. Na jednym z nich, które miało miejsce 25 lutego 1906 roku w Sali Teatru Ludwika, przeprowadzono próbne głosowanie na elektorów i posłów. Jednym z zaproponowanych kandydatów był Tomaszewski, który otrzymał tylko 43 głosy na 320 głosujących, co świadczyło o niewielkiej znajomości jego osoby w Kielcach, wynikającej być może z faktu, że adwokatem był od niedawna i jako szeregowy pracownik Sądu Okręgowego nie miał czasu dać się poznać lokalnej społeczności.
Jako ziemianin był także członkiem Kieleckiego Towarzystwa Rolniczego. Na początku 1916 roku, gdy przez krótki czas Kielce były okupowane przez wojska niemieckie, nieznane osoby dokonały kradzieży w jednym z magazynów Kieleckiego Towarzystwa Rolniczego, gdzie były złożone rzeczy należące do okupantów. Tomaszewski jako członek Towarzystwa został wówczas aresztowany razem z kasjerem magistratu Józefem Czarnieckim. Na miasto nałożono kontrybucję, a w razie jej niedostarczenia aresztowani mieli być rozstrzelani. Kontrybucję jednak zebrano, w związku z czym więźniowie zostali uwolnieni.
W czasie I wojny światowej Tomaszewski był członkiem Komitetu Obywatelskiego miasta Kielc, powołanego w listopadzie 1914 roku i przekształconego następnie w działający do 1918 roku Komitet Ratunkowy miasta Kielce, którego celem było niesienie pomocy dla ludności miasta.
Pod koniec wojny okupanci austriacki i niemiecki przekazali sądownictwo powszechne w ręce polskie. W związku z tym 1 września 1917 roku S. Tomaszewski decyzją Tymczasowej Rady Stanu z 25 sierpnia 1917 roku został mianowany na sędziego Sądu Okręgowego w Kielcach. Obejmując tę funkcję 5 września 1917 roku w obecności prezesa sądu Zygmunta Nowickiego, wraz z innymi sędziami złożył uroczyste przyrzeczenie o treści „Obejmując stanowisko sędziego okręgowego, przyrzekam uroczyście: Ojczyźnie i Narodowi Polskiemu z całej duszy wiernie służyć, pożytek państwa Polskiego i dobro publiczne, według najlepszego rozumienia zawsze mieć przed oczyma, przepisów prawa pilnie przestrzegać, obowiązki urzędu swego spełniać gorliwie, sprawiedliwość bezstronnie według nakazu sumienia wymierzać”.
Decyzją z 30 września 1918 roku Rada Regencyjna powołała go na wiceprezesa Sądu Okręgowego w Kielcach, a Naczelnik Państwa Józef Piłsudski w dniu 8 października 1919 roku mianował go prezesem tego sądu. Funkcję tę pełnił do 26 lipca 1922 roku, natomiast stanowisko sędziego sprawował najprawdopodobniej do przedwczesnej śmierci. Jako sędzia Sądu Okręgowego aktywnie włączał się w życie polityczne i społeczne nowego państwa. W lipcu 1920 roku w czasie wojny polsko-radzieckiej został kierownikiem Kieleckiego Komitetu Obrony Narodowej, mającego na celu wspieranie poboru do armii.
Stefan Tomaszewski zmarł 23 lutego 1924 roku i pochowany został na cmentarzu Starym w Kielcach.
Od 27 stycznia 1894 roku był żonaty z Zofią Aleksandrą z Milcerów, pochodzącą z Warszawy, z którą miał troje dzieci (Stanisława, Maria Wanda, Tadeusz).